# Museo de Albacete
El Museo de Albacete es una institución museística de arqueología, bellas artes, numismática, etnografía y documentales situada en la ciudad española de Albacete. Representa el devenir histórico y cultural del territorio histórico de Albacete.
Su sede, obra del prestigioso arquitecto Antonio Escario, está situada en el interior del parque Abelardo Sánchez, en pleno Centro de la ciudad. De titularidad estatal, su origen se remonta al siglo XIX.

## Historia
Las primeras tentativas museológicas de la arqueología albacetense parten de la Comisión Provincial de Monumentos, formada en 1844, la cual en 1876 acuerda la creación de un Museo de Bellas Artes y Antigüedades que estará ubicado hasta 1894 en las habitaciones del segundo piso del Gobierno Civil.
El 22 de junio de 1927, en plena dictadura de Primo de Rivera, se inaugura el Museo de la Comisión Provincial de Monumentos, ubicado en la segunda planta de la Diputación Provincial. Por primera vez se ordenan y se exponen de una manera más o menos científica los fondos arqueológicos y artísticos con los que contaba el museo. La Comisión es disuelta con el inicio de la Guerra Civil, y no será hasta 1943 cuando las colecciones pasen al recién creado Museo Arqueológico Provincial, dirigido por Joaquín Sánchez Jiménez e instalado ahora en la planta baja del edificio de la Diputación. 
Posteriormente, ya bajo la dirección de Samuel de los Santos Gallego, el museo pasará a ocupar la planta baja del anejo edificio de la Casa de Cultura hasta 1978. cuando se inaugurará la actual sede.

## Edificio

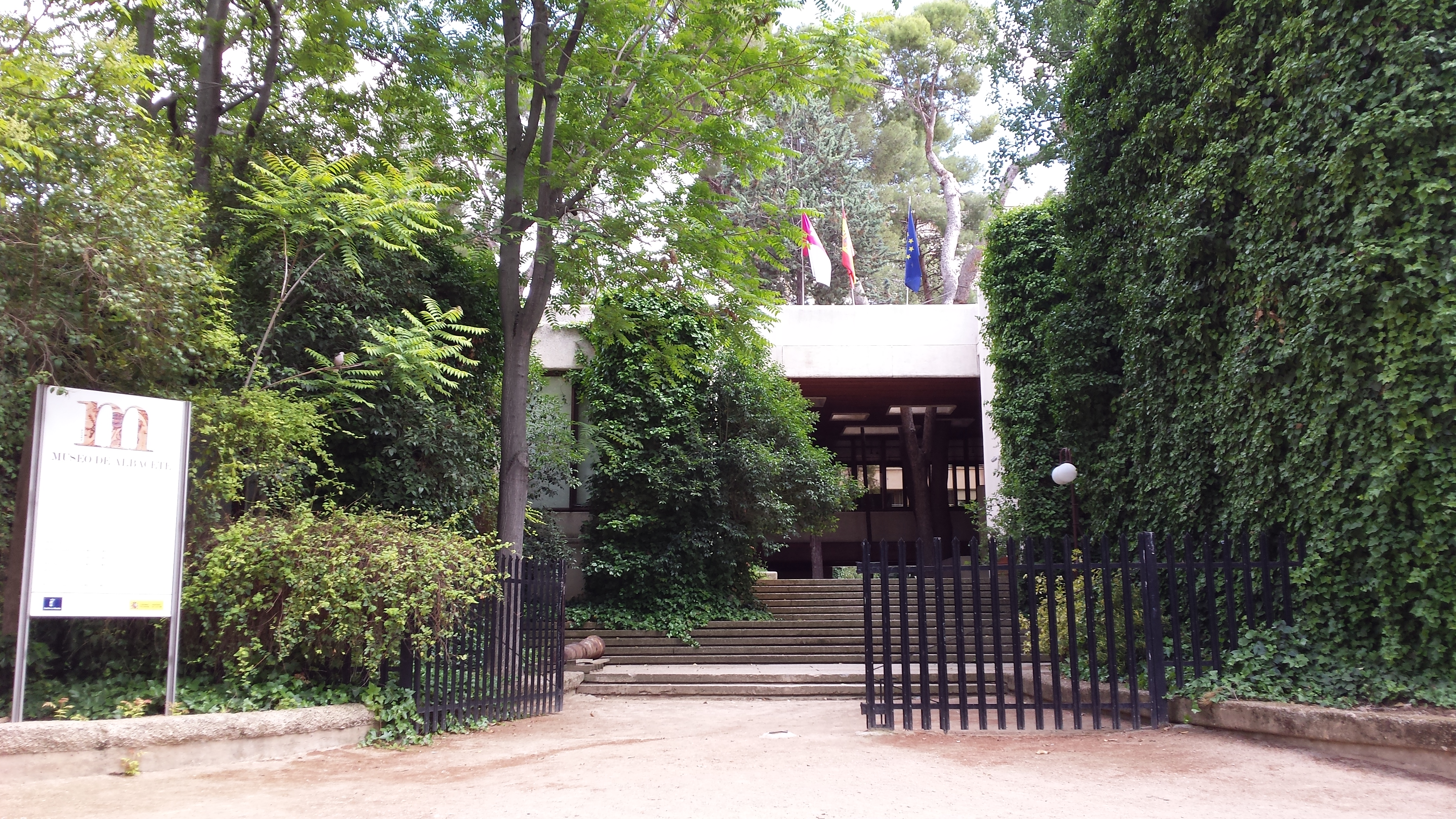
Entrada desde el Parque Abelardo Sánchez.

La falta de espacio y la escasa iluminación proporcionaban unas condiciones nada óptimas para las colecciones del museo, por lo que la Diputación Provincial encargará al entonces arquitecto de la Diputación Provincial Antonio Escario Martínez, la realización de un nuevo proyecto arquitectónico, aprobado en 1969. Los elevados costes provocan que el museo se integre en el Patronato Nacional de Museos en 1975. Será el Estado el que finalice el proyecto y emprenda labores de restauración en algunas piezas. Desde el año 1984, la gestión del mismo corresponderá a la Junta de Comunidades de Castilla-La Mancha, manteniéndose la titularidad estatal.

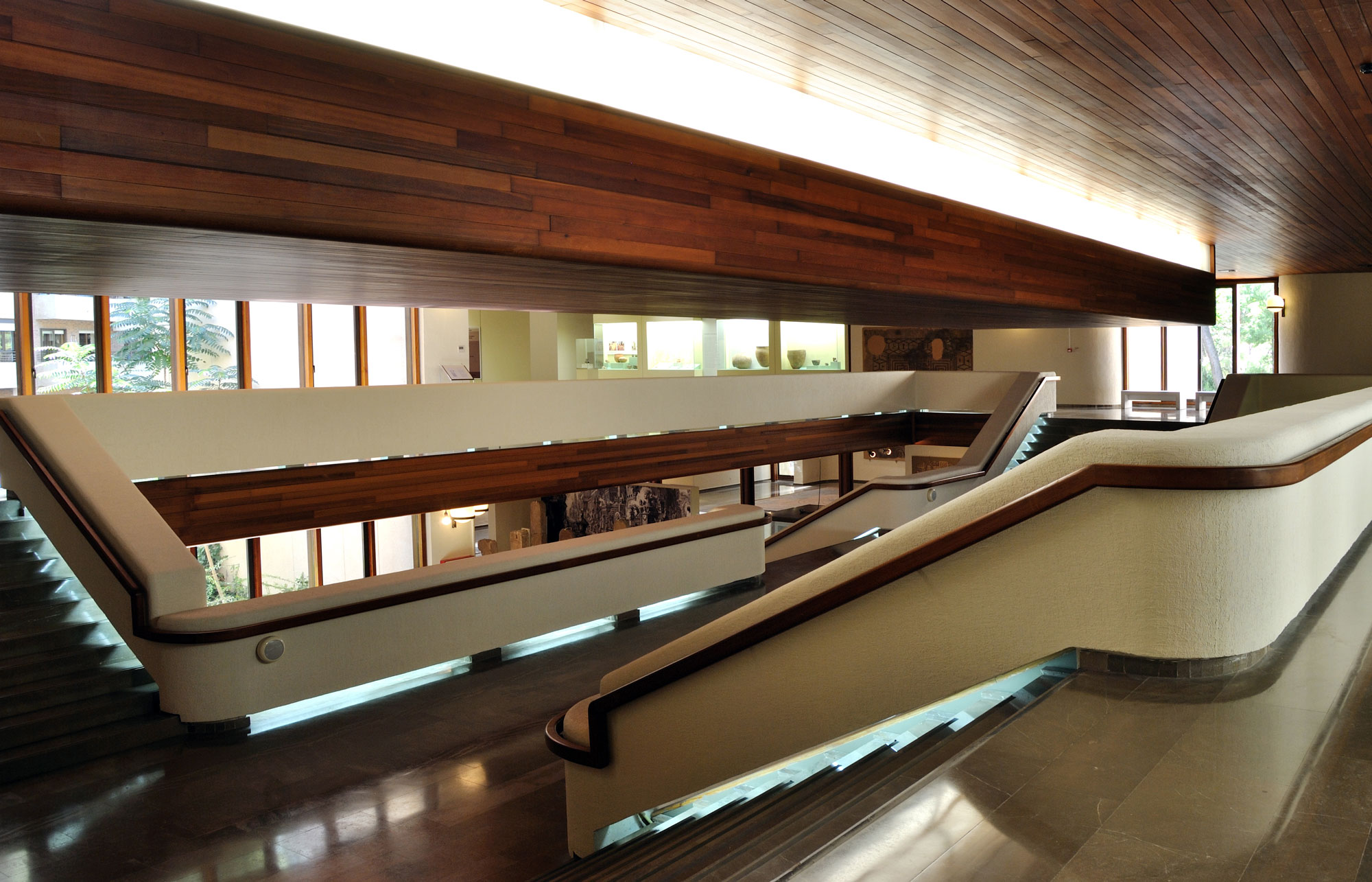
Salas de Arqueología.

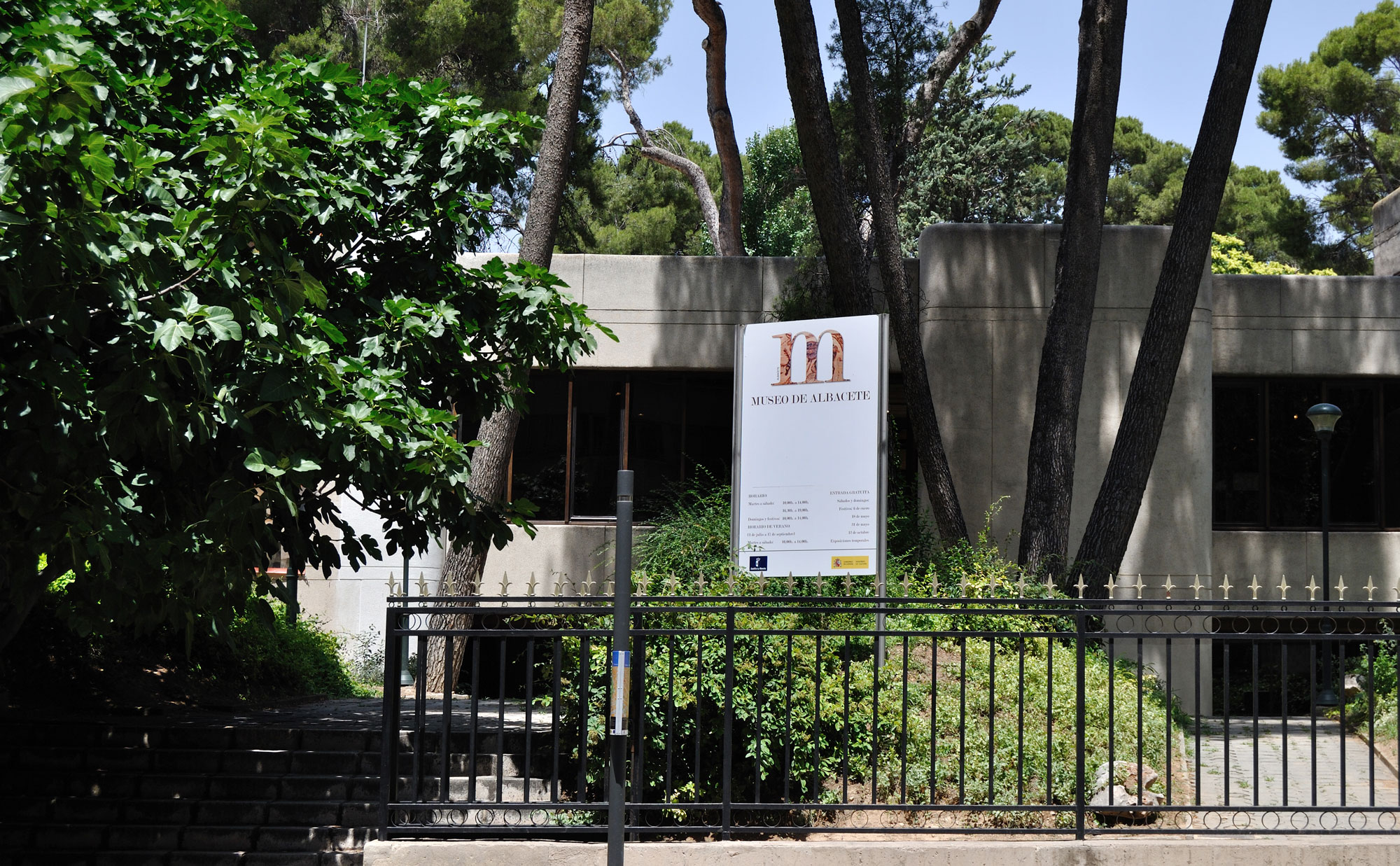
Entrada desde la calle Arcángel San Gabriel.

El nuevo edificio, inaugurado en 1978, se basará en las indicaciones del libro publicado en 1960 por la Unesco (The organization of Museums. Practical Adviece). Se construirá en una esquina del Parque Abelardo Sánchez, auténtico pulmón de la ciudad, y completamente adaptado e integrado al entorno natural que lo rodea. En el interior observamos que todos los espacios son completamente distintos, funcionales y bien articulados. En la actualidad, la exposición permanente se divide en trece salas. Las nueve primeras para la arqueología desde la Prehistoria hasta fines de la Edad Moderna, que muestran excepcionales materiales procedentes de los numerosos yacimientos de la provincia; estos espacios están dedicados a la figura de Joaquín Sánchez Jiménez. Las cuatro siguientes recogen colecciones de Bellas Artes, de la Edad Moderna a la Contemporánea, y se dedican a  Benjamín Palencia.
Además, el edificio cuenta con una sala para exposiciones temporales, —bajo el nombre de Samuel de los Santos—; biblioteca; salón de actos; sala de investigadores y talleres de didáctica. En la planta sótano se ubican las salas de reserva, donde se exponen objetos no exhibidos en las de exposición permanente y se encuentran los laboratorios de restauración.

## Colecciones
La colección del Museo de Albacete está integrada en el catálogo colectivo de la Red Digital de colecciones de Museos de España (CERES).

### Arqueología

#### Formación
Las colecciones arqueológicas comenzaron a formarse en el siglo XIX, cuando la Comisión provincial de Monumentos de Albacete creó un primer museo. Fueron acrecentadas a lo largo del siglo XX gracias a una intensa labor de excavaciones y prospecciones. Hoy constituyen la parte más importante del Museo en número de piezas. La actividad de su primer director, Joaquín Sánchez Jiménez, fue orientada en un primer momento al conocimiento de los yacimientos de la Edad del Bronce, sin duda influenciado por el descubrimiento del Argar y los trabajos de los hermanos Siret. Pero enseguida dirigió su atención hacia los yacimientos ibéricos, la necrópolis de Hoya de Santa Ana, cuyas excavaciones se iniciaron en 1941, la del Llano de la Consolación, en 1952, y una década después en el santuario del Cerro de los Santos junto con Augusto Fernández Avilés (1962). Hasta noviembre de 1962 las colecciones fueron enriquecidas con la recogida de muchos hallazgos casuales entre los que destacan la esfinge ibérica de Haches (Bogarra), con los materiales procedentes de las excavaciones citadas, además con las intervenciones en dos yacimientos romanos de Ontur: el Pajar de los Zorros y la necrópolis de Las Eras, de donde proceden las muñecas articuladas de hueso y ámbar del museo. A la vez que recuperaba piezas comenzó a formar el archivo de arqueología albacetense no solamente a través de los registros del Museo, sino también mediante la recogida de todo tipo de noticias a través de la correspondencia y de los Cuadernos de campo.
Esa labor fue continuada por Samuel de los Santos a partir de noviembre de 1962, cuando se hizo cargo de la dirección del Museo. Durante los 21 años que estuvo al frente, las colecciones arqueológicas siguieron un ritmo de incremento gracias a nuevos hallazgos y a excavaciones. Entre los primeros el conjunto de la Huerta del Pato de Munera vinculado con los campos de urnas y, como piezas sobresalientes, las esculturas ibéricas de Capuchinos (Caudete), y el torso de caballo ibérico de La Losa (Casas de Juan Núñez) una de las más sobresalientes representaciones de la estatuaria prerromana peninsular. Entre las segundas las excavaciones que él mismo realizó en la villa romana de Balazote y la de la Casa de los Guardas (Tarazona de la Mancha). A él se deben la recuperación de tres tesoros numismáticos: las monedas de la Casa Sindical de Albacete, de época de los Austrias; y los tesoros de piezas de oro de los Borbones procedentes de Madrigueras y Villamalea. Desde 1972 la arqueología albacetense comenzó a expandirse. Además del Museo como institución, las universidades españolas, impulsoras de los estudios de arqueología, diseñaron diversas actuaciones de investigación en la provincia de Albacete. Así su mapa arqueológico comenzó a completarse tanto en la extensión geográfica de los hallazgos como en su adscripción cultural y cronológica. Fueron descubiertos nuevos lugares con arte rupestre en Nerpio y las pinturas paleolíticas de la Cueva del Niño (Ayna). Fueron excavados dos importantes yacimientos ibéricos: la necrópolis de Pozo Moro que, finalmente, ingresó en el Museo Arqueológico Nacional, y el poblado de El Amarejo. Volvieron las investigaciones al Cerro de los Santos, se excavó la necrópolis del Camino de la Cruz, y comenzó a vislumbrarse el horizonte cultural de la Edad del Bronce en tierras albacetenses a través de la excavación de la Morra del Quintanar en Munera.
En 1983 se produjo el traspaso de competencias a las comunidades autónomas en materia de arqueología, y en enero de 1984 la asunción de competencias en materia de cultura por parte de la Junta de Comunidades de Castilla-La Mancha y, con ello, una nueva época para las colecciones arqueológicas.

#### Colecciones de Preshistoria

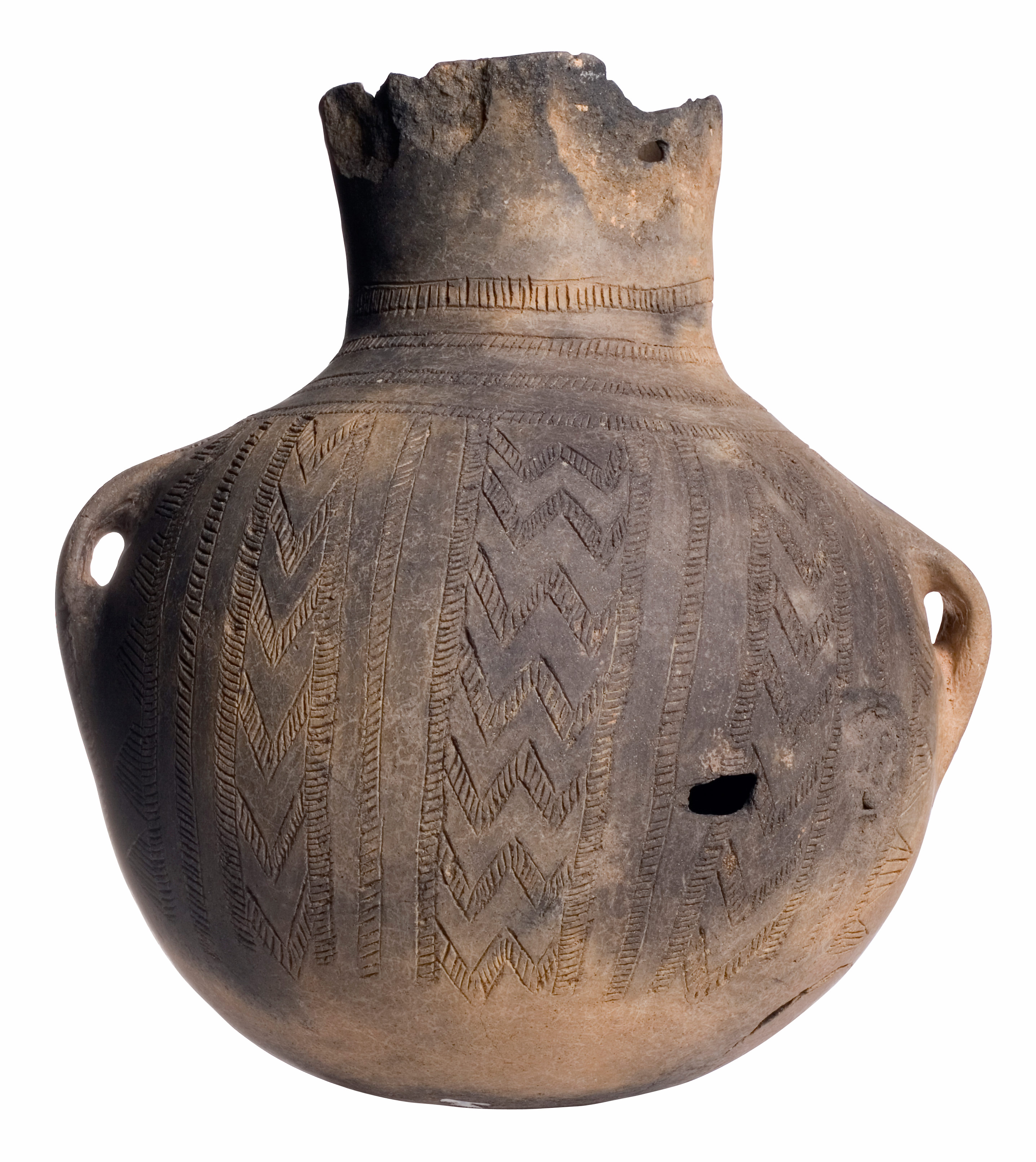
Botella Neolítica Cueva del Niño, Ayna

Prehistoria antigua
Su formación es reciente, a partir de la década de los años 70 en que fue excavada la Cueva del Niño (Ayna) y se realizaron diversas prospecciones por el Valle del Río Mundo. Posteriormente excavaciones e incluso algunos hallazgos casuales han permitido completar un mapa que crece día a día: las industrias paleolíticas de La Fuente de Isso y El Pedernaloso (Hellín), la Jaraba (Villarrobledo), el Valle del Río Mundo, la Cueva del Niño (Ayna) y la de Moriscote (Liétor), así como los importantes yacimientos de Yeste, el Abrigo del Molino del Vadico y el Abrigo del Palomar, que están permitiendo conocer las secuencias de tránsito entre el paleolítico y el epipaleolítico con un nuevo clima ya en los comienzos del periodo Holoceno.
Prehistoria reciente
El Museo de Albacete posee un buen conjunto de cerámicas neolíticas procedentes de las excavaciones del Abrigo del Molino del Vadico, de la Cueva del Niño (Ayna) y de la Cueva Santa (Caudete), así como de la Fuente de Isso (Hellín).
Destacan igualmente el mango de hoz del Abrigo del Molino del Vadico, el hacha de piedra pulimentada de Carcelén, y el conjunto eneolítico del Abrigo del Tobar en Letur. Las colecciones de la Edad del Bronce comenzaron a formarse con la excavación de Las Peñuelas (Pozo Cañada), y más recientemente con las llevadas a cabo en tres importantes yacimientos: El Acequión (Albacete), la Morra del Quintanar (Munera) y Los Cuchillos (Almansa), que hoy permiten conocer más allá de la cultura material, como es el medio ecológico y las actividades artesanales. Destacan por su alta calidad la vasija con decoración de soles de Los Cuchillos (Almansa), el gran botón de marfil africano de El Acequión, y la vasija decorada de La Peñuela (Pozo Cañada).

#### Colecciones de Protohistoria: los yacimientos ibéricos

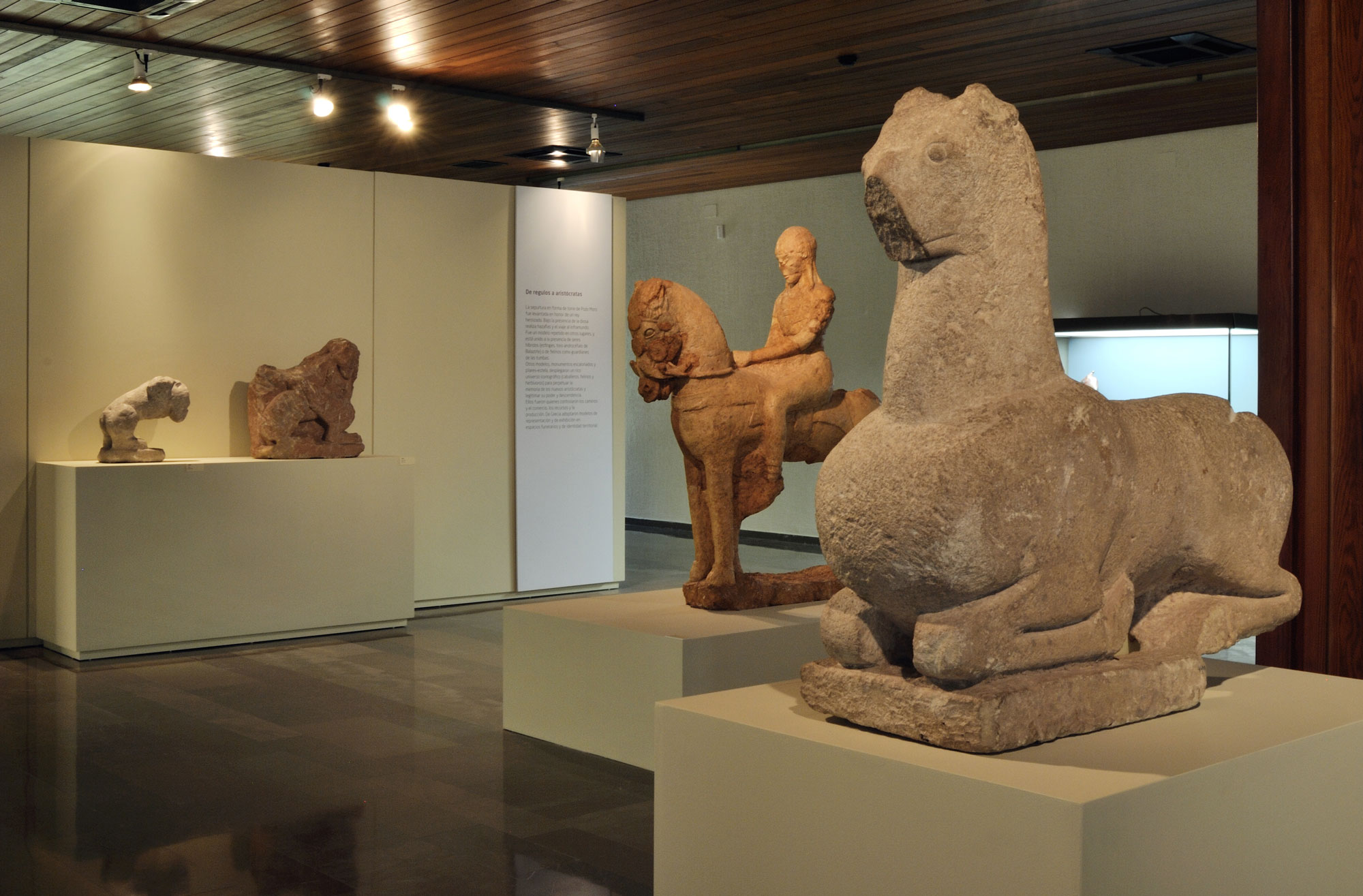
Sala 3: Iberos.

Desde mediados del siglo XIX la arqueología ibérica de la provincia de Albacete comenzó a ser relevante por el descubrimiento y las excavaciones realizadas en el Cerro de los Santos (Montealegre del Castillo), por el hallazgo de la Bicha de Balazote, así como por otras esculturas adquiridas a finales del siglo XIX para el Museo del Louvre.
Esa riqueza cultural y patrimonial se incrementó a lo largo del siglo XX. Hoy la colección de escultura ibérica del Museo de Albacete constituye una de sus mayores riquezas, destacando piezas como la Esfinge de Haches (Bogarra), los jinetes de Los Villares de Hoya-Gonzalo, el caballo de La Losa, el conjunto de Capuchinos (Caudete), así como la estatuaria del Cerro de los Santos. La colección posee lotes de cerámicas griegas procedentes de las necrópolis ibéricas de la zona, entre las que destacan la lecane de El Salobral con la representación de Dionisios y las mujeres casaderas, las armas ibéricas, las cerámicas entre las que destacan las decoradas del Tolmo de Minateda (Hellín), o terracotas como el askos en forma de paloma de El Amarejo (Bonete), constituyen una parte notoria de las piezas de arqueología ibérica.

#### Colecciones de Época Romana

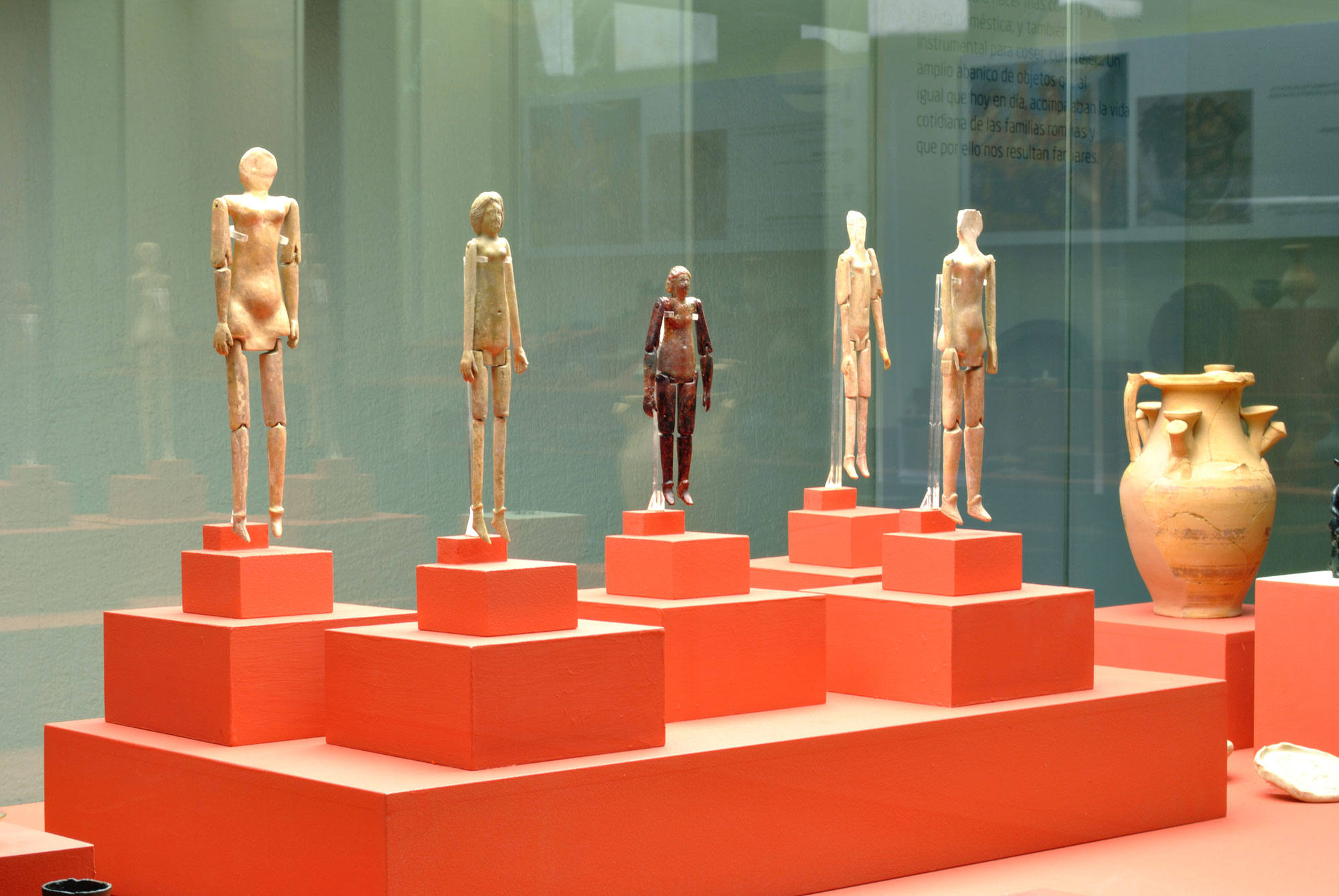
Muñecas Romanas de Ontur.

Las colecciones de época romana proceden de hallazgos casuales y, sobre todo, de las excavaciones realizadas en la villa romana de Balazote entre 1970 y 1975 y la antigua Ilunum (Tolmo de Minateda, Hellín) desde 1988. También hay piezas de otros lugares, como la Colonia Libisosa Foraugustana (Lezuza), establecimientos agrícolas y necrópolis. Destacan la epigrafía funeraria y monumental del Tolmo de Minateda así como la cabeza de mujer hallada casualmente en ese lugar en 1929. La cabeza de Agripina de Lezuza, el singular conjunto de cinco muñecas romanas procedentes de las excavaciones realizadas por Sánchez Jiménez en la necrópolis de Las Eras (Ontur), o el conjunto de bronces de Los Torreones (El Salobral, Albacete). También destacan los mosaicos romanos, de los que se exhiben un total de 11 alfombras procedentes de Balazote (6), Hellín (1) y la Casa de los Guardas (Tarazona de la Mancha) (4).

#### Colecciones de Época Medieval

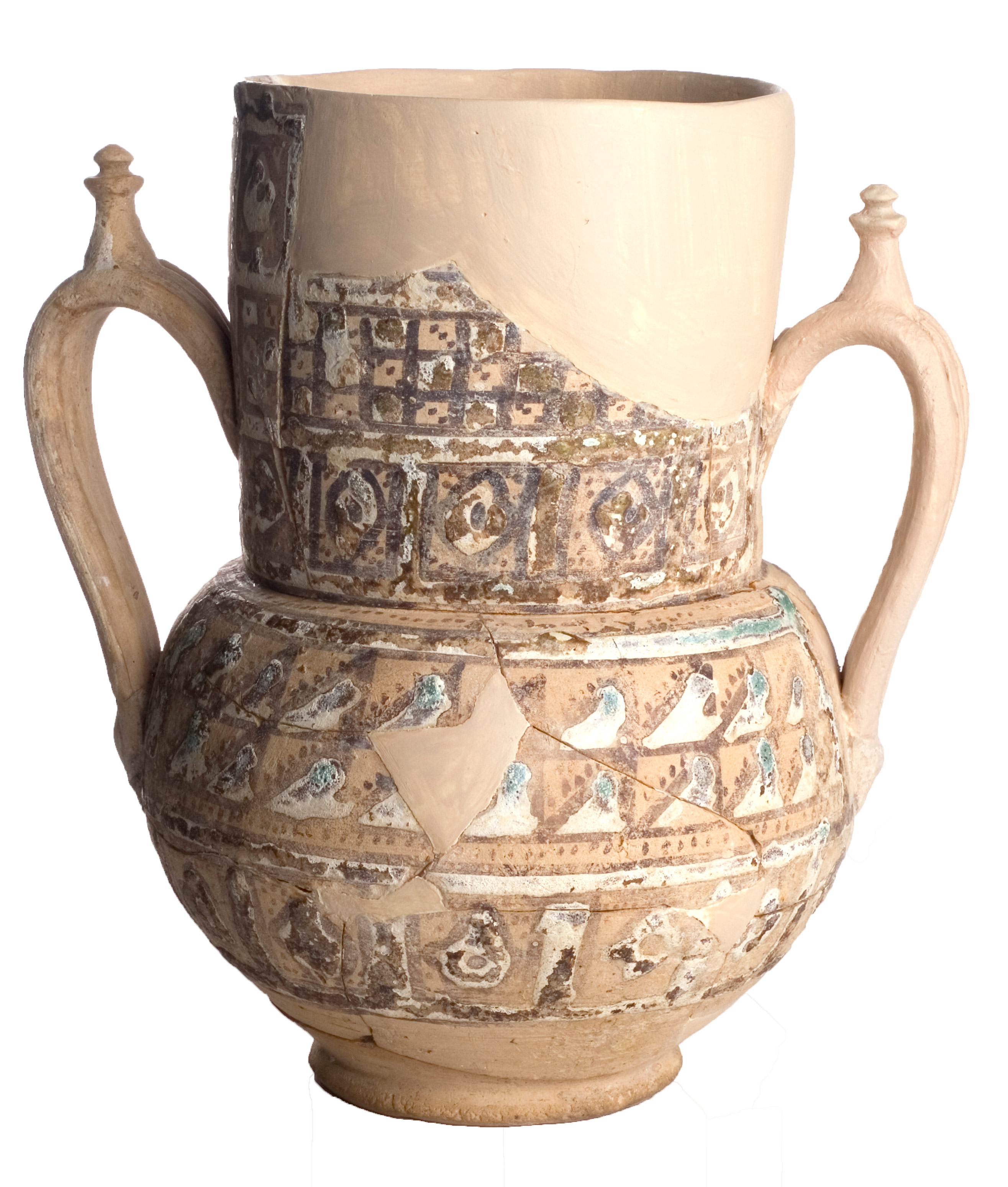
Jarra Almohade. El Corralón (Liétor)

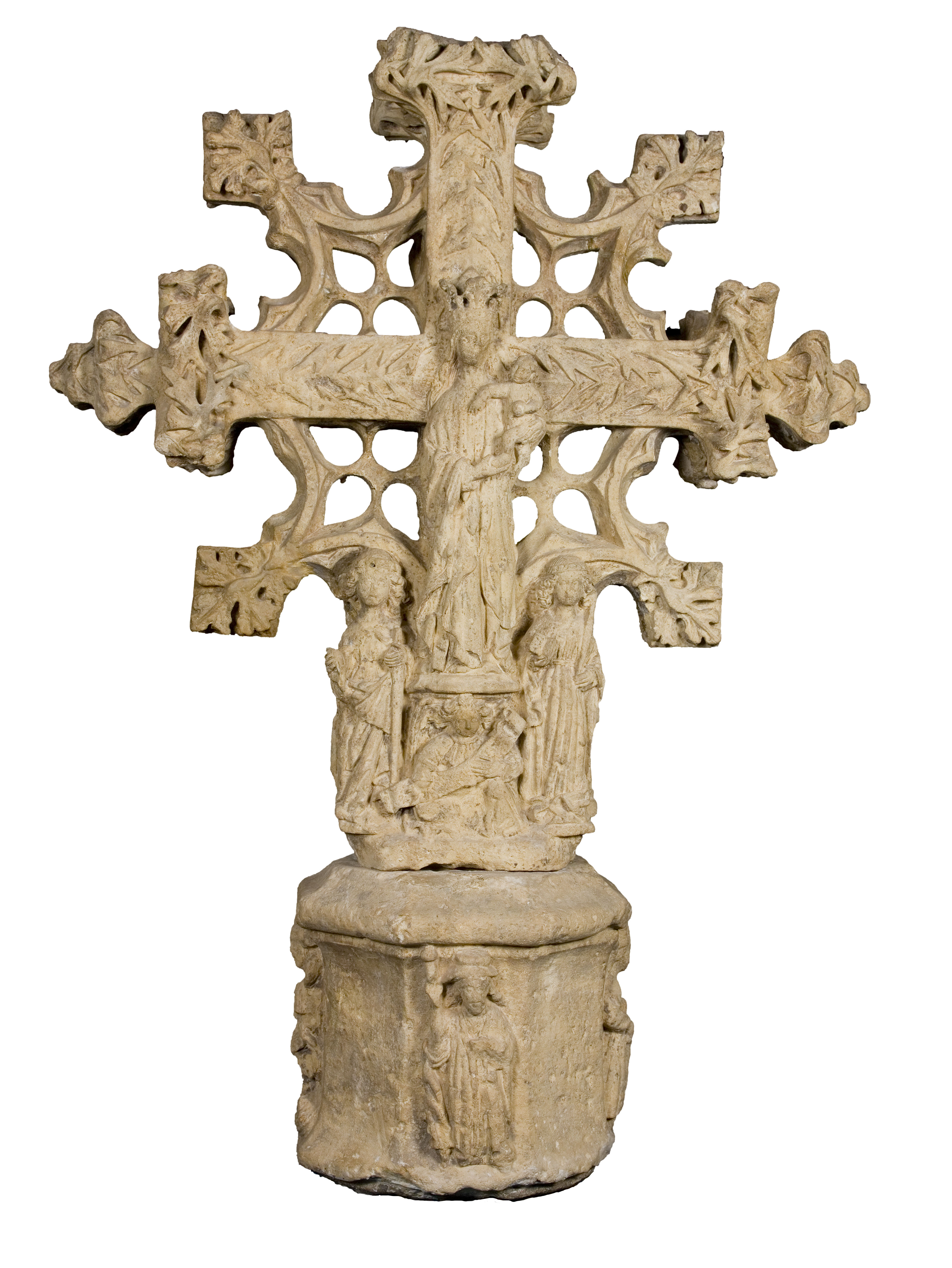
Cruz de término de Albacete.

En época visigoda la antigua Ilunum  (Tolmo de Minateda) se convierte en la sede episcopal de Eio y posteriormente en la medina emiral de Iyh(u), mostrando así este yacimiento la secuencia temporal entre los siglos VI y IX, y el paso de las sociedades tardoantiguas a las musulmanas.
Para el primero de estos tiempos, el poder de la Iglesia, la vida cotidiana y el mundo funerario se plasman en objetos como la patena eucarística de Munera,  los elementos arquitectónicos  (cruces patadas, canceles, fustes y capiteles) de la basílica de Eio (Tolmo de Minateda),  las cerámicas domésticas y las piezas de adorno como broches, pendientes y anillos a veces también acompañaron a los difuntos en sus tumbas, como muestran los ejemplos de Torre Uchea (Hellín), del Cerro de la Virgen y del Cerro de los Casares (Munera), El Pelao de Jorquera o Los Pontones de Albacete.
De época andalusí, además de los materiales emirales del Tolmo de Minateda,  se muestra un extraordinario conjunto procedente de la Sima de los Infiernos (Liétor), cuya ocultación parece que debió producirse no antes de la primera mitad del siglo XI. Comprende un amplio y variado conjunto de utensilios que van, desde los más ricos y ostentosos, hasta utillaje de diversos oficios o elementos de las casas. Hay piezas para la iluminación, para el trabajo agrícola, para las transacciones comerciales, para la carpintería, la cantería, el trabajo textil, la pesca, la molienda, además de diversos enseres de la casa: mobiliario, contenedores de vidrio, etc., o del equipamiento de personajes poderosos, como arreos de caballería y armas.
Entre ellas destaca El candil de Al-Rasiq, una de las obras más logradas de la metalistería omeya andalusí, cuya asa presenta a un estilizado ciervo. La inscripción con el nombre de su autor remite a  al-Rasiq, un orfebre que trabajó para Madinat al-Zahra (Medina Azahara).
Finalmente, de época almohade se exponen, entre otras, un conjunto de cerámicas del Corralón (Liétor).

#### Colecciones de Época Moderna
Son pocas las investigaciones realizadas sobre este periodo ya que hasta hace poco tiempo no se tenía en cuenta en los planteamientos de trabajo arqueológico, ni tampoco en los de protección del patrimonio, y en consecuencia también son escasos los materiales custodiados y expuestos en el museo.  Algunas piezas proceden de depósitos como la cruz de término de Albacete del gótico final o una alfombra, ya del siglo XVI, cuyo origen remite a los afamados talleres de Alcaraz. Con ellas se muestran las cerámicas que reflejan la sociedad del momento: unas ricas como las lozas de reflejo dorado, signo de ostentación de sus dueños, y otras comunes, utilizadas en todas las casas y cocinas, mostrando un repertorio de formas procedentes de los castillos de Yeste,  Almansa y Montealegre del Castillo, el casco urbano de Albacete o el Hospital de San Julián de Chinchilla de Monte-Aragón. El mundo funerario está representado por dos estelas discoidales (decoradas con cruz latina en una cara y flor de cinco pétalos en otra) del cerro del castillo de Munera.

### Bellas artes

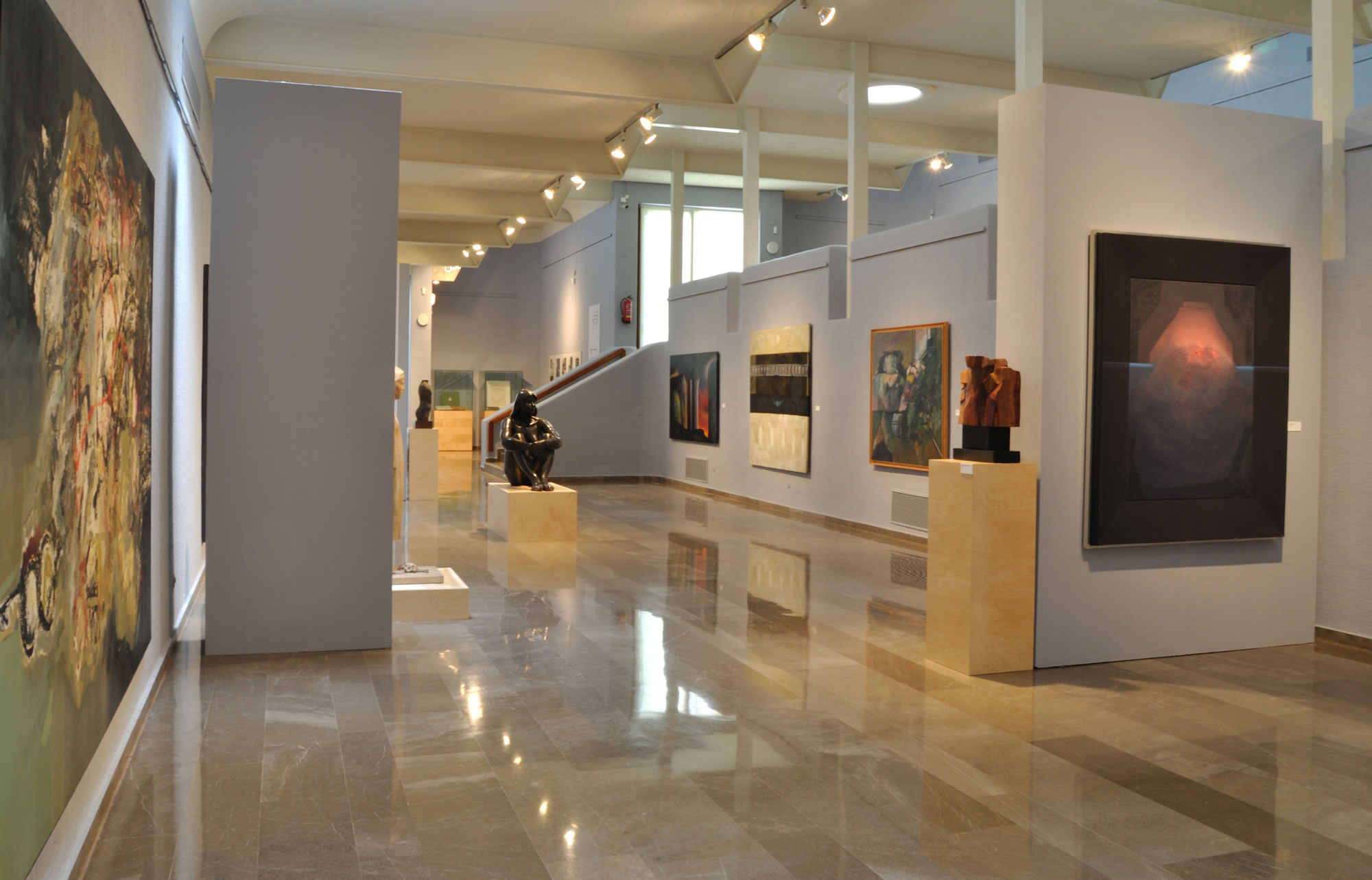
Sala 13: Bellas Artes.

En 1880 el Museo del Prado depositó diversos cuadros que procedían del extinto Museo Nacional de la Trinidad que había dirigido el caudetano Cosme Algarra y Hurtado. Aparecen consignados en el primer libro de registro del Museo realizado por Sánchez Jiménez, pero seguramente por el escaso espacio de que disponía en la Diputación de Albacete fue motivo para que se colgaran en la caja de la escalera principal de esa institución, donde todavía permanecen ya como depósito entre el Museo del Prado y la Diputación Provincial. Además de esas obras, en la documentación fotográfica del Museo se aprecian otras piezas: la imagen de la Virgen de la Estrella que fue devuelta al Ayuntamiento de Albacete como propietario de la misma, y numerosas esculturas en yeso realizadas por Ignacio Pinazo Martínez, entonces profesor de dibujo en la Escuela Normal de Albacete y amigo de Sánchez Jiménez. A ello se sumaban las tablas de la ermita de San Antonio Abad de Albacete, pintadas en torno al 1600, así como un san José de la misma procedencia.
En realidad las colecciones de arte comenzaron a tener peso en el Museo a partir de las nuevas instalaciones inauguradas en 1978. Después de 1984 la colección ha seguido formándose a través de donaciones, entre las que destaca los legados de Orlando Pelayo y Rafael Requena, y depósitos de la Junta de Comunidades de Castilla-La Mancha, y otras administraciones. El Museo de Albacete conserva una discreta pero interesante colección de grabados, estampas y planchas de grabado. Continuó con la donación, del mismo Sánchez Jiménez, de su colección de estampas, de cromos, y de aleluyas del siglo XIX.
De todo ello resulta que las colecciones cuantitativamente más importantes son las del siglo XX, en esa línea la sección de Bellas Artes del Museo de Albacete deberá seguir reflejando esa especialidad cronológica como fundamental en la presentación pública de las mismas.
La donación de Benjamín Palencia
En 1977, Benjamín Palencia Pérez (1894-1980) dona una importante colección de 130 obras al Museo de Albacete que abarcan la totalidad de su trayectoria artística junto a dos esculturas realizadas por Joan Rebull (Mujer sentada) y Juan González Moreno (busto de Benjamín Palencia).

### Numismática

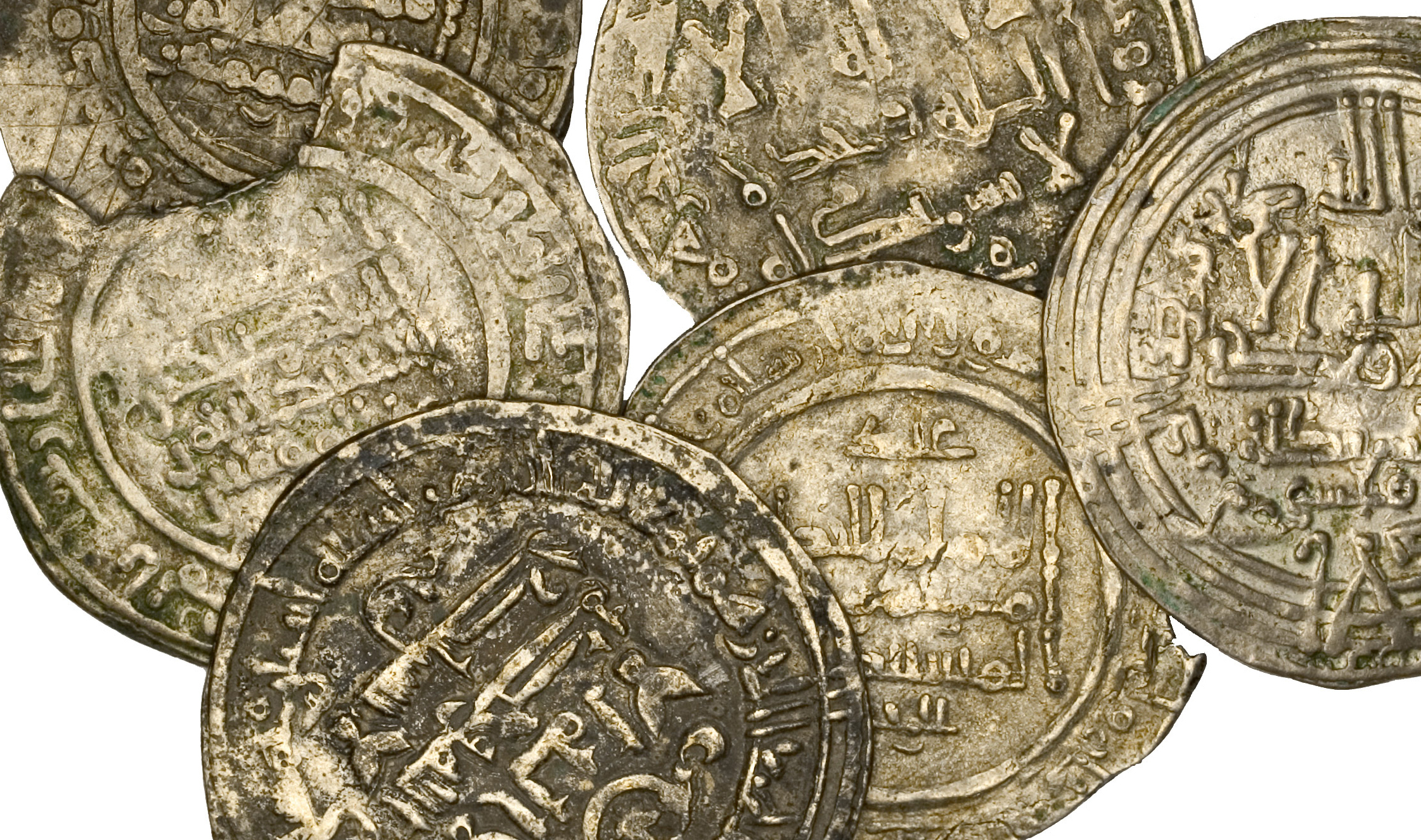
Tesoro de Canalejuela, Alcaraz.

Hallazgos casuales (especialmente tesorillos), excavaciones, y colecciones privadas donadas al Museo y, en algún caso compradas, constituyen los fondos del monetario del Museo de Albacete a las que se suman algunos depósitos. Su origen está en las 504 monedas de las que había reunido la Comisión Provincial de Monumentos, cuantitativamente incrementadas por las donaciones de Sánchez Jiménez y Basilio Ortuño. Cronológicamente abarcan desde la antigüedad hasta la época contemporánea. Piezas destacas son la tetradracma griega de Padornos procedente del LLano de la Consolación (Montealegre del Castillo); el tesoro de denarios romanos republicanos del Barranco del Espino (Nerpio); el romano altoimperial de Fuenteálamo depositado por el Ayuntamiento de Elda; las monedas visigodas de El Tolmo de Minateda; los tesoros islámicos de Bonete y Canalejuela (Alcaraz); o los de oro, del siglo XIX de La Juncada (Villamalea) y Madrigueras.

### Etnografía

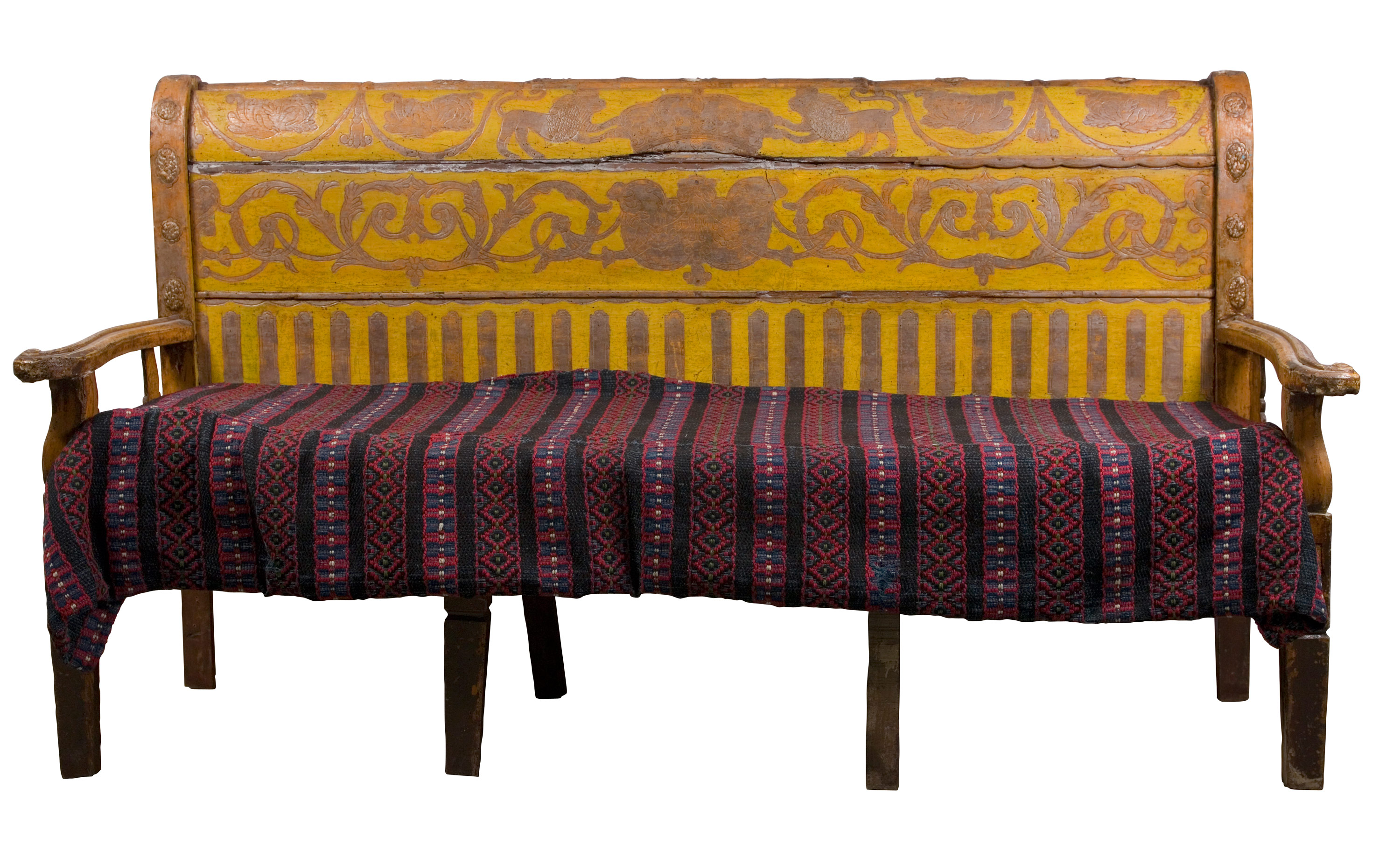
Banca histórica del Museo de Albacete.

La primera misión del Museo fue la de formar colecciones de arqueología, de bellas artes, y de etnografía. Sin embargo estas últimas han tenido un crecimiento parco y lento. Se cuentan entre las mismas las donaciones realizadas por Sánchez Jiménez, las compras efectuadas en tiempos de Samuel de los Santos, y posteriores donativos. Tipologicamente comprende piezas de loza, especialmente hellinera y de los alfares de Chinchilla; aperos de campo; textiles y como instrumento para su manufactura un telar de alto lizo del siglo XIX; mobiliario como las bancas de Iniesta algunas ricamente decoradas; así como otros objetos.

### Documentales
Formadas por documentos de archivo relativos a la Comisión Provincial de Monumentos de Albacete, a los archivos de arqueología albacetense y los propios del Museo, los documentos del marquesado de Montealegre y de los Cano Manuel, así como por fotografía histórica. Destaca el Plano de Albacete de 1767 adquirido por la Junta de Comunidades de Castilla-La Mancha.

## Información útil
- Horarios

- Del 18 de septiembre al 30 de junio

- Martes a sábados:      10:00 - 14:00  / 16:30 - 19:00 h.
- Domingos y festivos:   9:30 - 14:00 h.

- Del 1 de julio al 17 de  septiembre

- Martes a sábados: 10:00 - 14:00 h.
- Domingos y festivos: 9:30 - 14:00 h.

- Días que permanece cerrado: 25 de diciembre, 1 de enero,  Jueves y Viernes Santo y  Todos los lunes

- Tiempo medio de visita:  De dos a cuatro horas.
- Visitas en grupo: Es necesario que se concierte previamente llamando al Museo.

- Tarifas

Desde hace unos años, la entrada es gratuita hasta nuevo aviso. Se insertan a continuación las tarifas que estaban vigentes antes de esa medida, y que posiblemente se repongan en un futuro.
- ENTRADA GENERAL: 3 €
- ENTRADA REDUCIDA: 1,50 €.

- Se aplicará una reducción del 50 % sobre el precio de entrada a:
- 1. Asistentes con carné de familia numerosa especial que así lo acrediten.
- 2. Grupo constituidos por diez o más miembros, previa solicitud de visita ante el responsable del museo, con una antelación mínima de quince días.
- 3. Titulares del carné joven o documento equivalente de cualquiera de los Estados miembros de la Unión Europea, mediante la presentación de dicho documento.
- Se aplicará una reducción del 20 % sobre el precio de entrada a: Familia numerosa general.

- ENTRADA GRATUITA:  Con carácter general:

- Miércoles y sábados por la tarde (16:30 a 19 horas)
- Domingos (9:30 a 14 horas).
- Los días: 18 de mayo (Día Internacional de los Museos) y 31 de mayo (Día de la Región de Castilla-La Mancha)

- Estarán exentos del pago del precio público de entrada a los museos, previa acreditación:

- Pensionistas del Estado español o de los Estados miembros de la Unión Europea.
- Personas en situación de desempleo.
- Miembros de asociaciones de amigos de los Museos adscritos a la red de Museos de Castilla-La Mancha, del ICOM, de ANABAD y de la Federación Española de Amigos de los Museos.
- Guías profesionales y docentes en el ejercicio de su profesión.

Orden de 28/01/2014, de la Consejería de Educación, Cultura y Deportes, reguladora de los precios públicos de los museos, archivos y bibliotecas gestionados por la Junta de Comunidades de Castilla-La Mancha. (2014/1360). Publicado en el Diario Oficial de Castilla-La Mancha, el 5 de febrero de 2014.